# ويليام أوستين
ويليام أوستين (بالإنجليزية: William Austin)‏ هو مونتير وممثل بريطاني، ولد في 12 يونيو 1884 في غيانا، وتوفي في 15 يونيو 1975 في الولايات المتحدة بسبب سكتة.

## أعمال

### أفلام
- (1933) حياة هنري الثامن الخاصة
- (1934) مطلقة غاي
- (1943) باتمان
- (1959) الوطواط

## وصلات خارجية
- ويليام أوستين على موقع IMDb (الإنجليزية)
- ويليام أوستين على موقع ألو سيني (الفرنسية)
- ويليام أوستين على موقع أول موفي (الإنجليزية)
- ويليام أوستين على موقع قاعدة بيانات برودواي على الإنترنت (الإنجليزية)
- ويليام أوستين على موقع قاعدة بيانات الأفلام السويدية (السويدية)
- ويليام أوستين على موقع قاعدة بيانات الفيلم (الإنجليزية)
- ويليام أوستين على موقع كينوبويسك (الروسية)